# Lotte Wedel

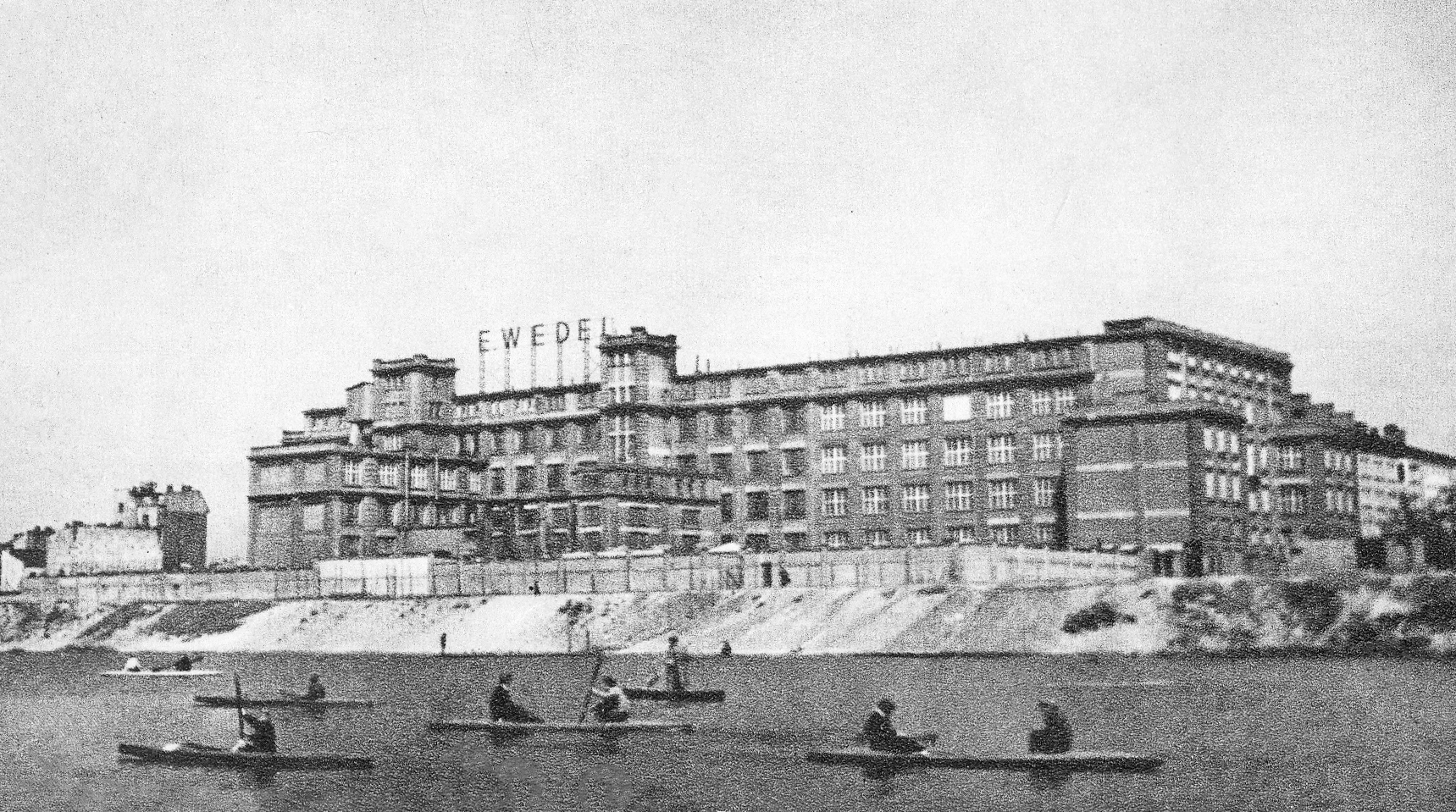
Zakład produkcyjny Wedla w okresie międzywojennym, widok od strony Jeziora Kamionkowskiego

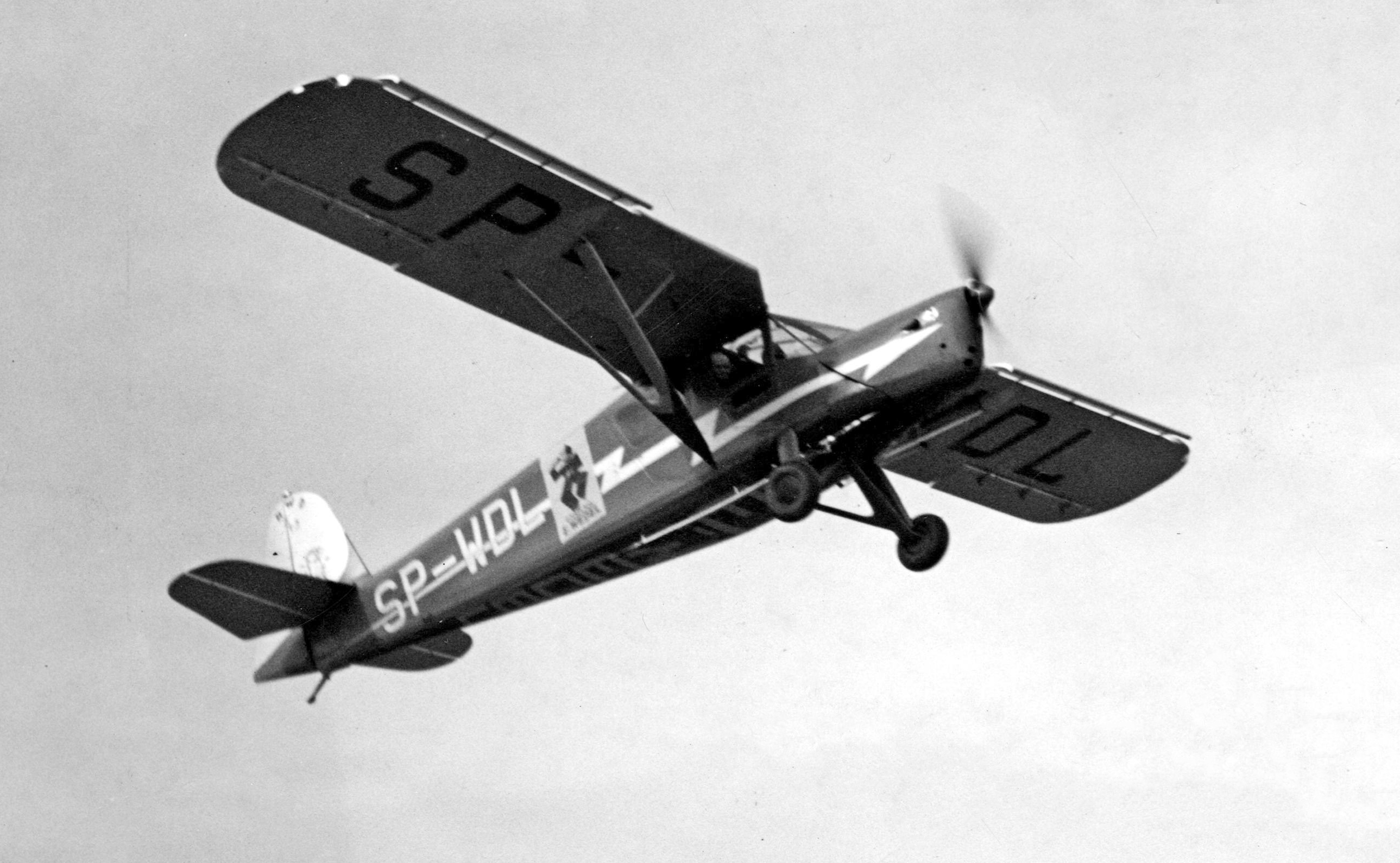
Samolot firmowy RWD-13 o oznaczeniu SP-WDL zakupiony w 1936

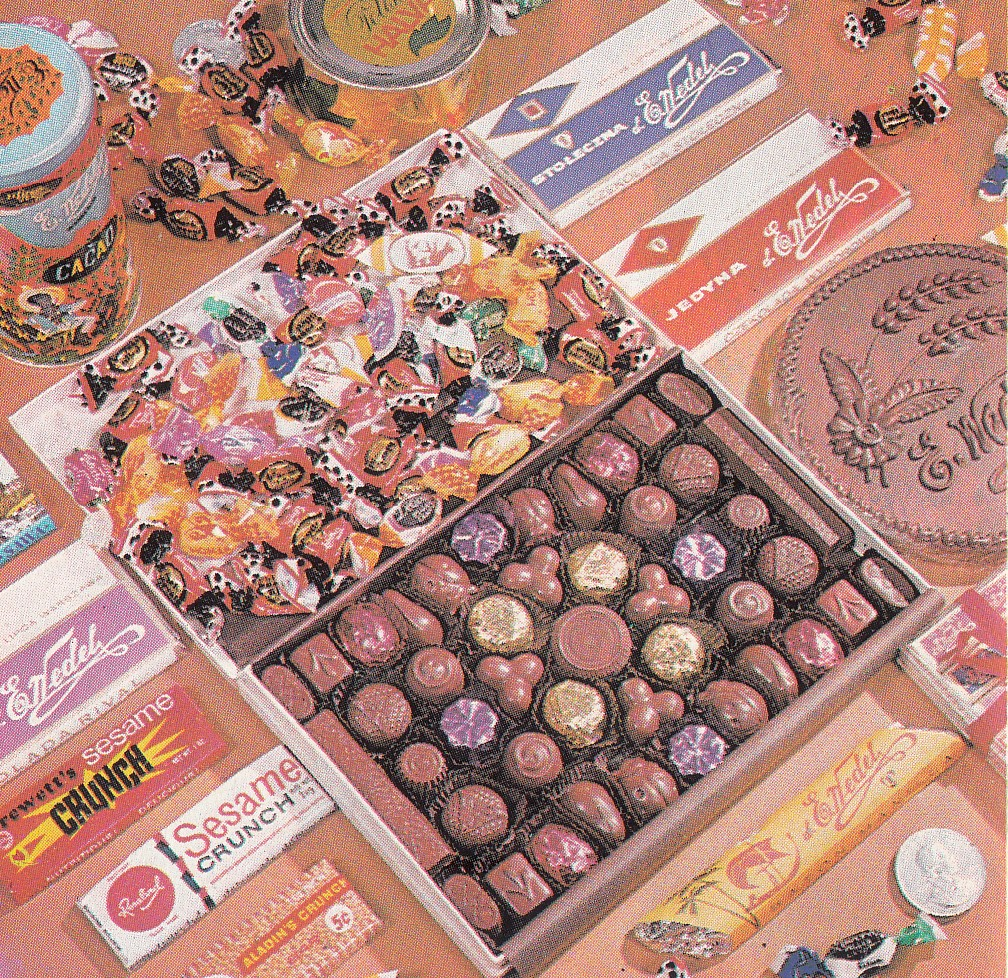
Wyroby przedsiębiorstwa w latach 70. XX wieku

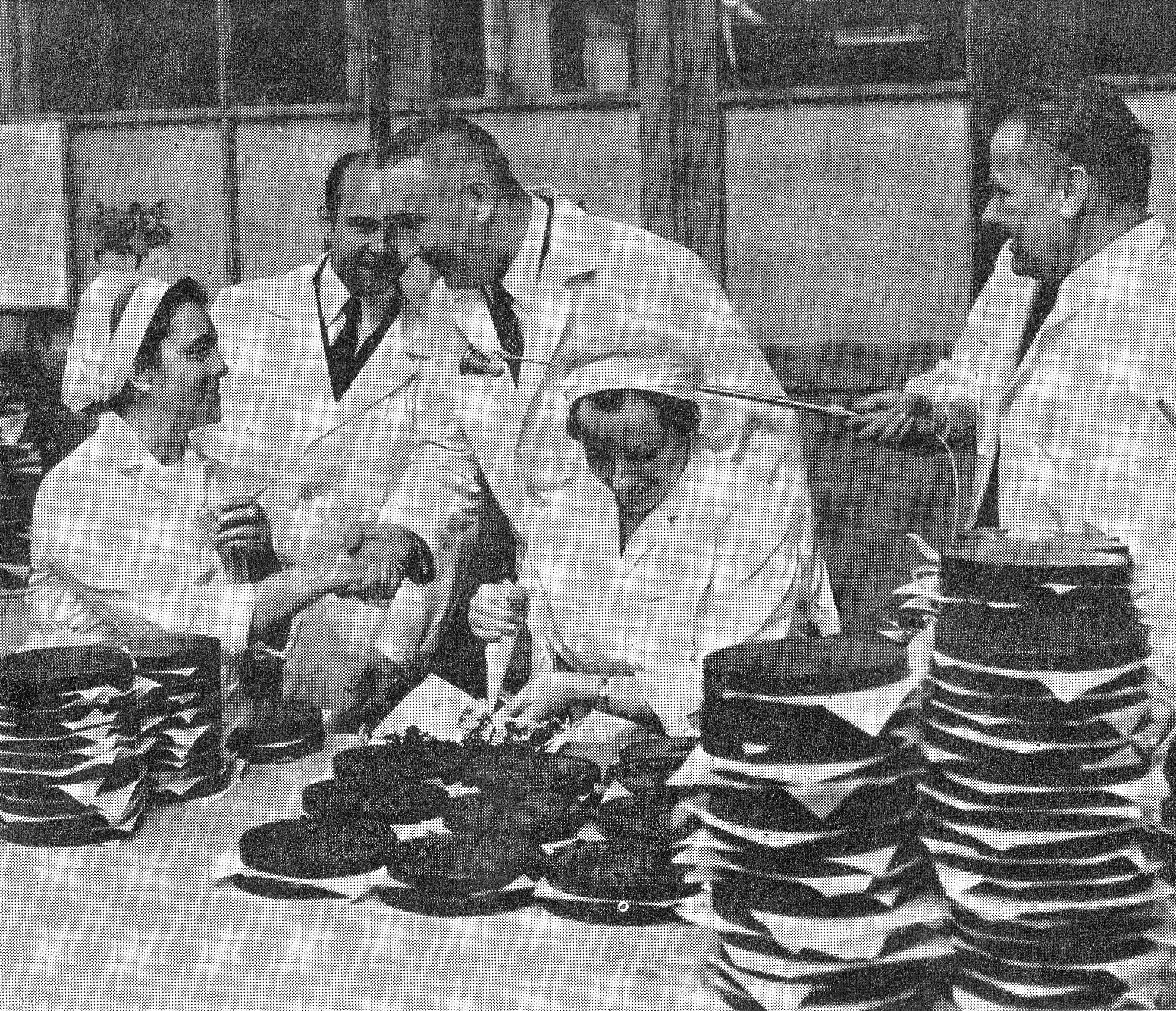
I sekretarz KC PZPR Edward Gierek podczas wizyty w fabryce, 1972

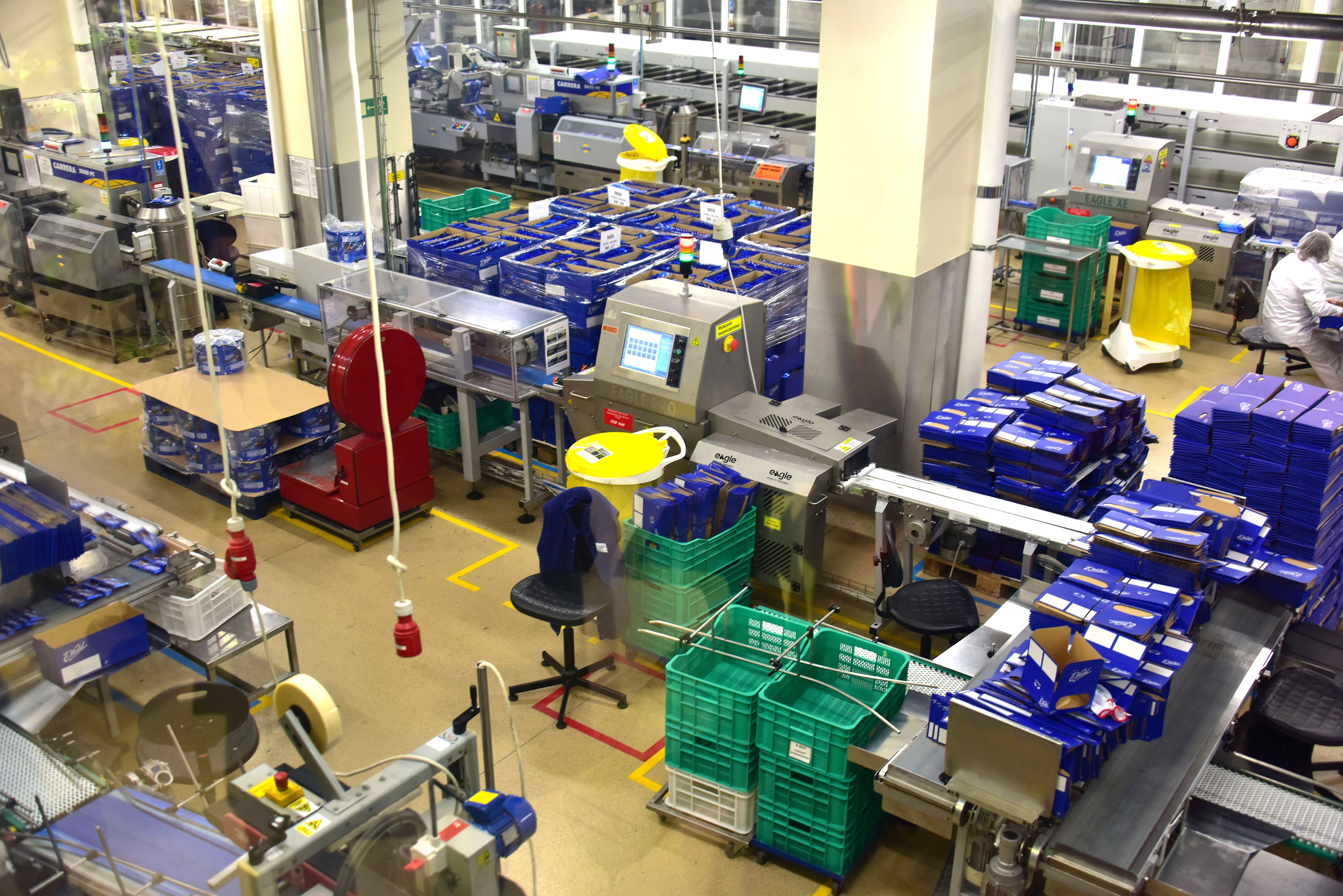
Jedna z hal produkcyjnych Lotte Wedel, fragment linii Venus do produkcji czekolady

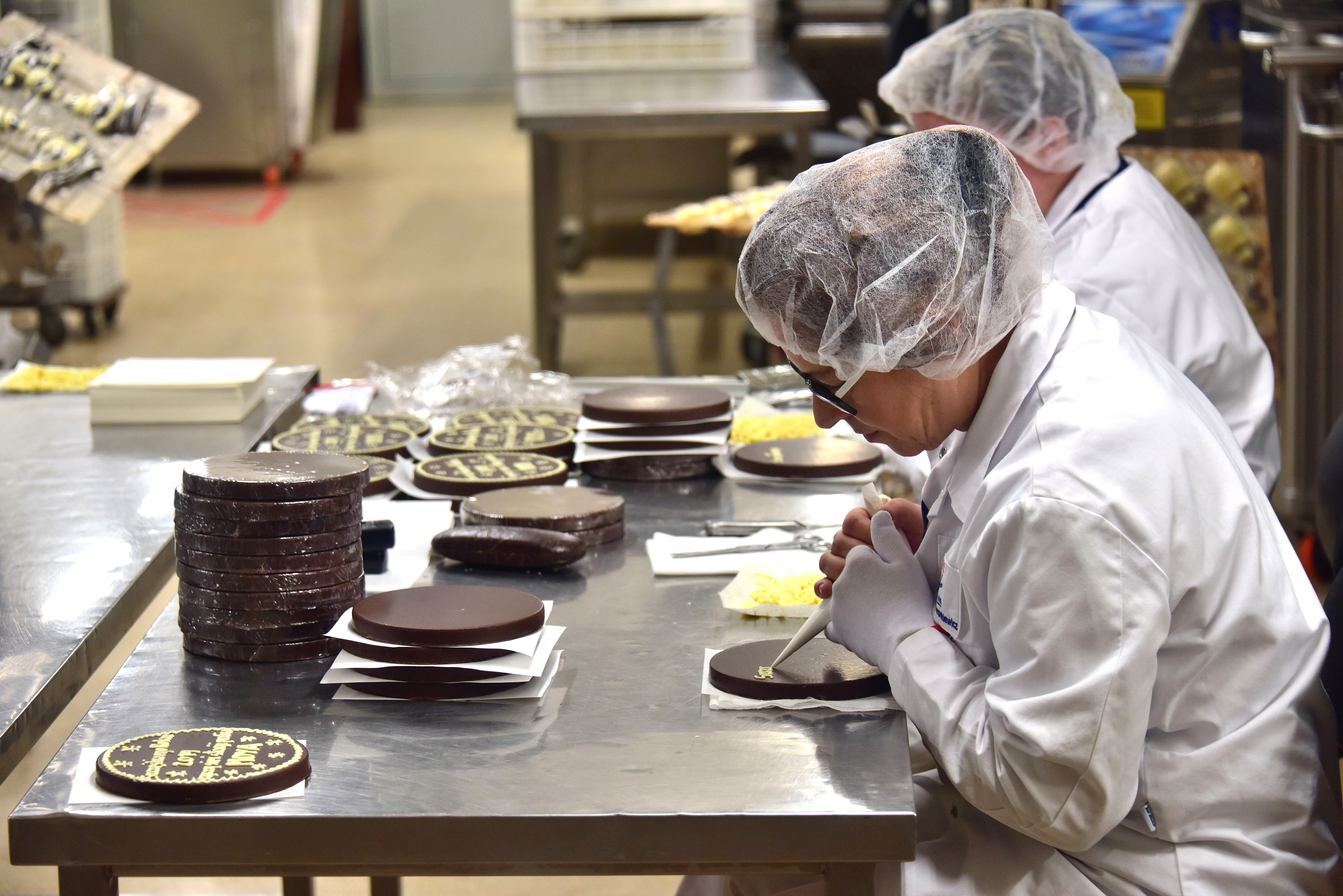
Ręczne dekorowanie Torcików Wedlowskich podczas dnia otwartego, 2018

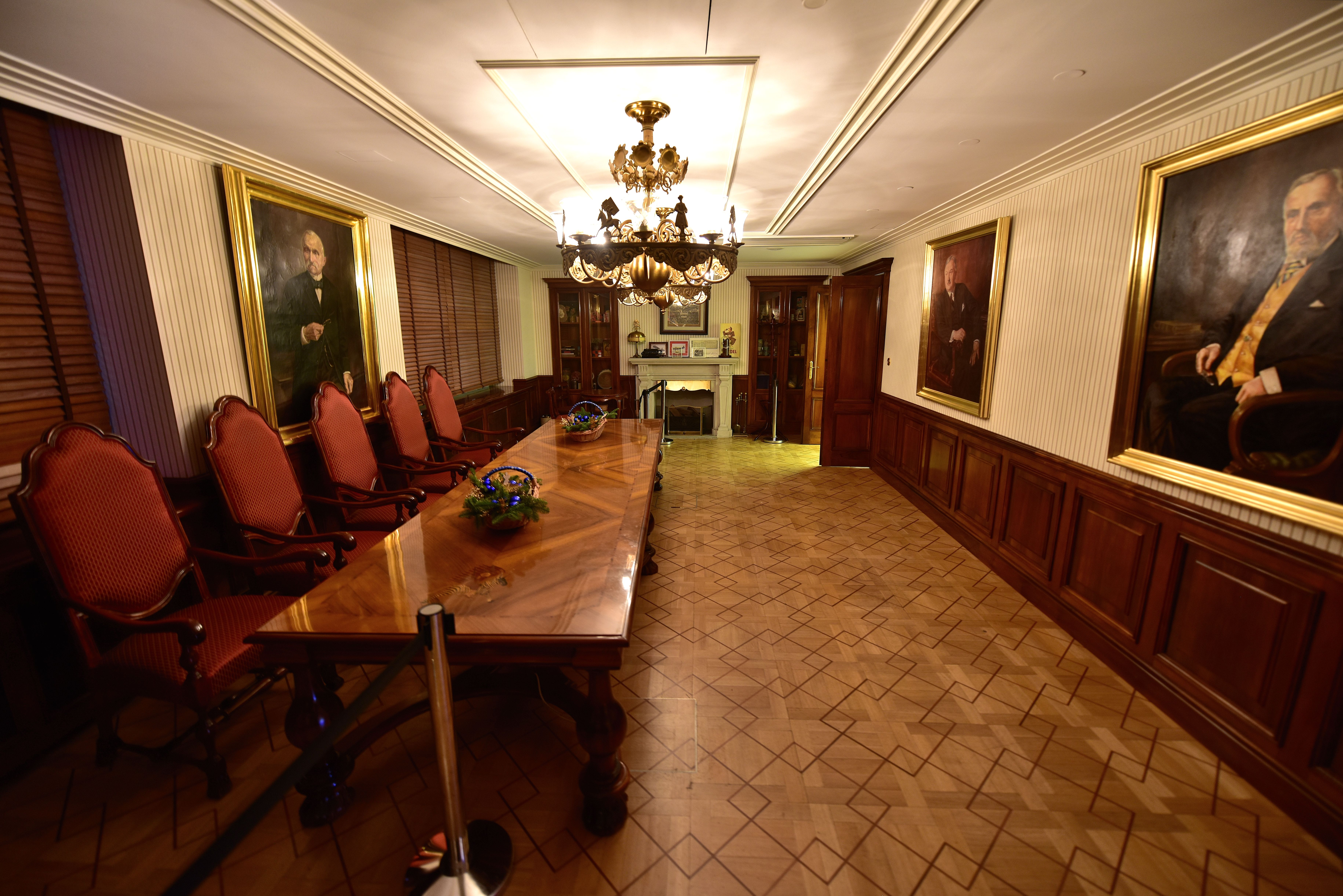
Historyczny gabinet Jana Wedla

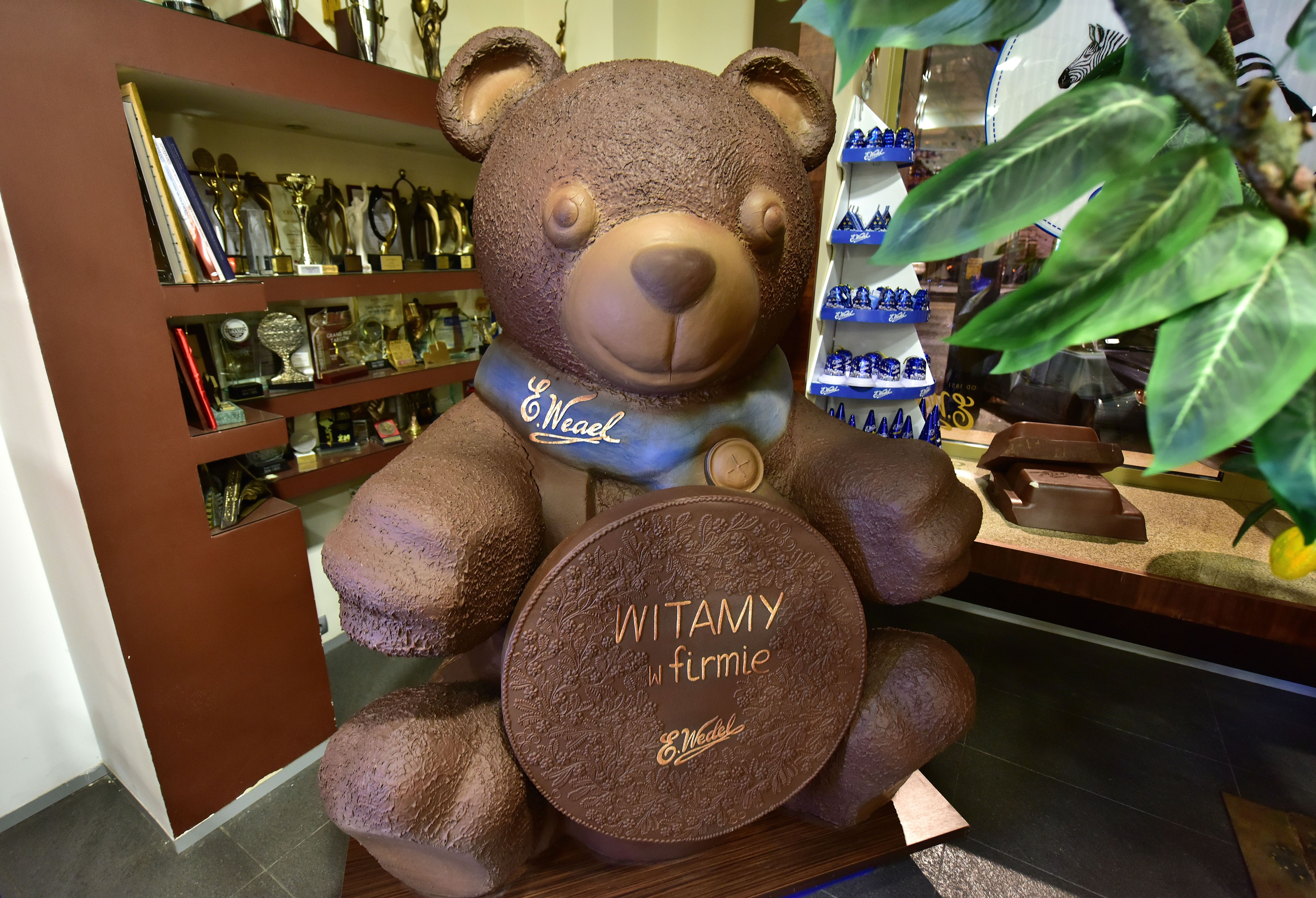
Odlana z czekolady rzeźba niedźwiedzia w siedzibie spółki, 2018

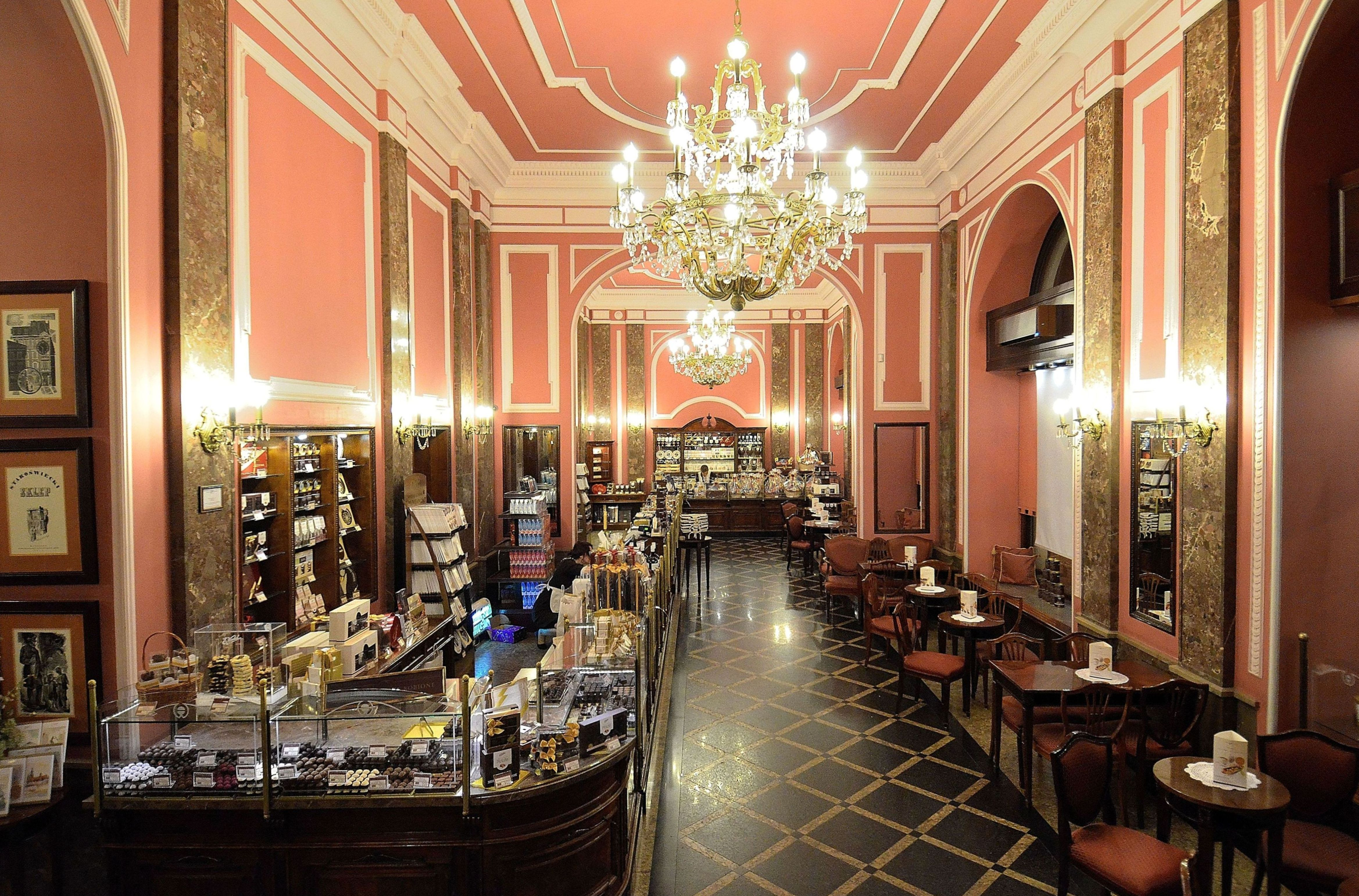
Wnętrze „staroświeckiego sklepu” Wedla przy ul. Szpitalnej 8 w Warszawie

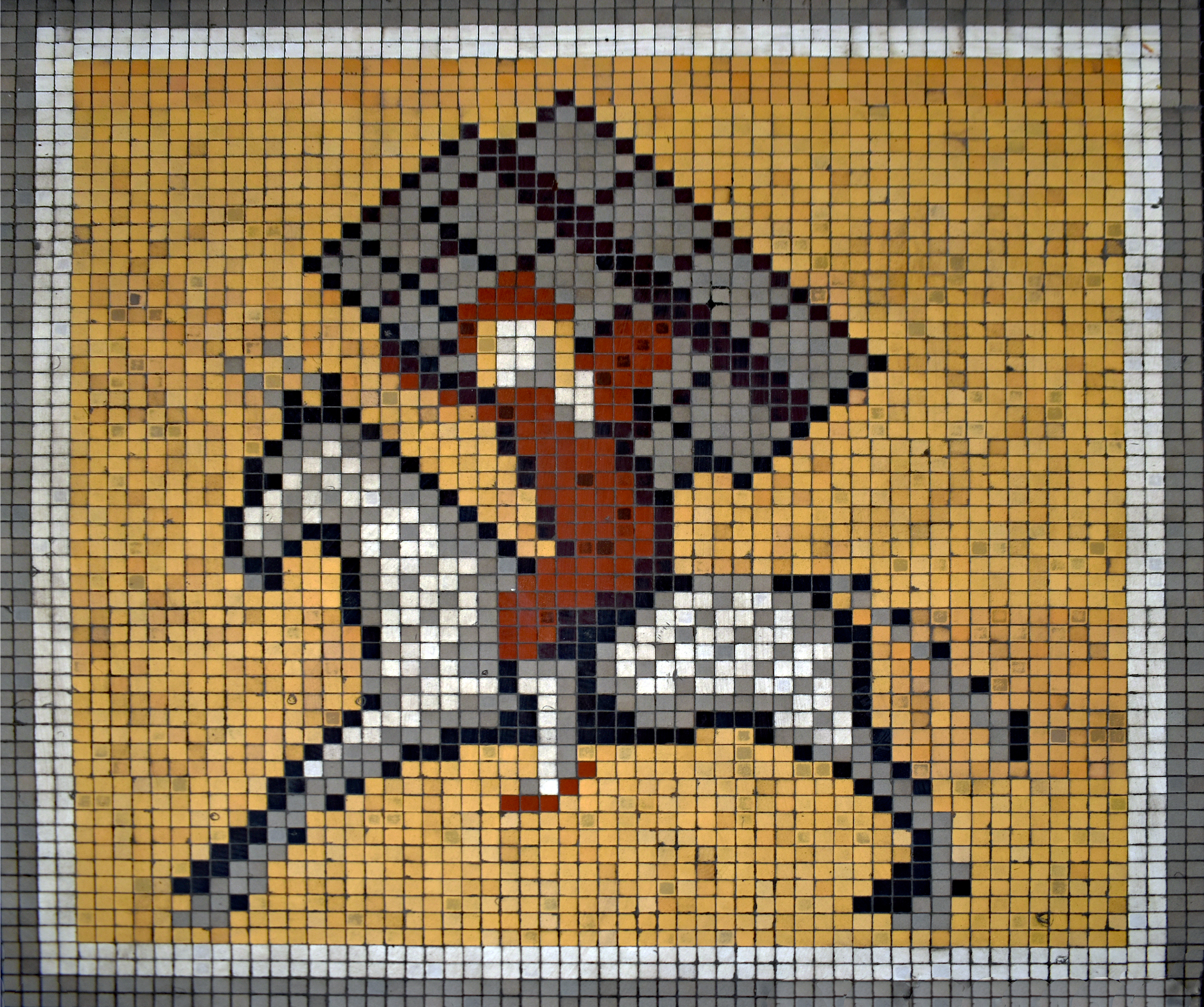
Chłopiec na zebrze, mozaika na posadzce. Dawny sklep firmowy Wedla w kamienicy Feniksa przy Rynku Głównym 41 w Krakowie

Lotte Wedel Sp. z o.o. (dawniej E.Wedel) – przedsiębiorstwo wytwarzające wyroby czekoladowe i cukiernicze założone w 1851 r. przez Karola Wedla. Jest najstarszą w Polsce fabryką czekolady.
Spółka ma siedzibę w Warszawie. Od 2010 r. jej właścicielem jest międzynarodowy koncern Lotte Co., Ltd.

## Historia

### Początki
Karol Wedel przyjechał do Polski w 1845 r. i podjął pracę w cukierni Karola Grohnerta, znajdującej się przy ul. Piwnej 12 w Warszawie. Po sześciu latach usamodzielnił się i w 1851 r. w kamienicy Hryniewicza przy ul. Miodowej 12 (na rogu ul. Kapitulnej, vis-à-vis kościoła kapucynów) otworzył cukiernię i warsztat rzemieślniczy. Wedel sprzedał cukiernię szwagrowi, cukiernikowi Robertowi Wisnowskiemu, który krótko później wydzierżawił ją Wedlowi. Przy zakładzie powstała Parowa Fabryka Czekolady p.f. „C. E.Wedel”. Wedel produkował karmelki, ciasta i figurki cukrowe, czekoladę twardą, czekoladę do picia (już w 1851 serwowano jej 400–500 filiżanek dziennie). W cukierni podawano również herbatę, kakao, poncz, likier, syrop słodowy i inne napoje oraz słodycze. Karmelki śmietankowe reklamowano w „Kurierze Warszawskim” w następujący sposób:

Zupełnie nowy i szczególny utwór cukierniczy, a nade wszystko wyborny środek leczniczy i łagodzący wszelkie cierpienia piersiowe, nader skuteczny na słabości te w miesiącach wiosennych, a nawet dla nie cierpiących i zwolenników delikatnego smaku – bardzo przyjemny wyrób.

W 1877 r. w ogłoszeniu reklamowym jako datę powstania firmy podano rok 1850, ale pierwsze ogłoszenia w warszawskiej prasie Wedel umieszczał dopiero w 1851 r. Podobnie kolejni właściciele firmy podawali rok 1851, stąd wnioskować należy, że w 1850 trwały przygotowania do uruchomienia zakładu.
W pierwszym roku działalności firmy Wedel nie reklamował czekolady. Maszyna do produkcji czekolady znajdowała się w zakładzie, ale była używana głównie do prób. Produkcję na większą skalę uruchomiono w 1854, po sprowadzeniu z Paryża nowoczesnej maszyny parowo-walcowej. Wedel zaczął reklamować czekoladę w 1855. Firma, w której produkcją zajmowali się głównie Wedel z żoną korzystający z pomocy 2 czeladników, których w 1853 r. Wedel znalazł w Wiedniu i Berlinie, oferowała: czekoladę w tabliczkach, do gotowania, deserową w różnych kształtach i z różnymi przyprawami, „czekoladę zdrowia” z przyprawami aptecznymi, czekoladę waniliową, korzenną oraz galanterię czekoladową. Cukiernia oferowała też produkty prozdrowotne np. słód klonowy, karmelki do ssania na kaszel i pastylki z mięty pieprzowej.
W 1859 r. wyroby Wedla można było kupić w Warszawie, Częstochowie, Lublinie, Piotrkowie i Grodnie. W 1861 r. cukiernia przy Miodowej została zdemolowana przez warszawski tłum podburzony przez czerwonych w związku z niezapłaceniem przez Wedla składki na manifestacje patriotyczne. Na wieść o zniszczeniach do Warszawy przyjechał Emil Wedel, który rozpoczął proces przejmowania firmy, umieszczając na szyldach sklepów swoje imię.
Kakao i wanilię sprowadzano z Londynu, Hamburga i Bordeaux. Ze względu na wzrost popytu w 1865 r. zakład Wedla planowano rozbudować. Dlatego Emil Wedel sprzedał cukiernię przy ulicy Miodowej w Warszawie i przeniósł przedsiębiorstwo na ulicę Szpitalną 4/6/8. W 1879 uruchomiono tam fabrykę czekolady, wyposażoną w maszyny sprowadzone z Drezna i Paryża, zatrudniającą kilkudziesięciu pracowników. W 1894 w narożniku ulic Szpitalnej i Hortensji (przemianowana na Górskiego) otwarto „staroświecki sklep” – sklep fabryczny, przy którym powstała pijalnia czekolady – nadal istniejąca pod tym adresem.

### Rozwój przedsiębiorstwa do 1939 r.
W 1872 r. Karol Wedel przekazał fabrykę swojemu synowi Emilowi Fryderykowi Wedlowi w prezencie ślubnym. Przejmowanie firmy przez Emila zakończyło się w 1878 r. Chcąc zabezpieczyć wyroby przed próbami podrobienia, za pomocą faksymile podpisu właściciela stworzono znany do dziś znak towarowy E.Wedel. Przed I wojną światową Emil Wedel, planując wybudowanie nowej fabryki, zakupił parcelę przy ul. Zamoyskiego, ale inwestycję odkładano w czasie. W 1908 w firmie pracowało nie więcej niż 50 osób.
Syn Emila, Jan Wedel, po uzyskaniu doktoratu z chemii we Fryburgu (1899) i pracy w zakładzie w 1912 r. został prokurentem, upoważnionym do reprezentowania interesów firmy. W 1908 r. jej nazwę zmieniono na „Emil Wedel & Syn”. Była to spółka komandytowa, a oprócz Emila i Jana jej członkiniami były dwie siostry Jana, Eleonora Whitehead i Zofia Skibińska-Żochowska, co było ewenementem. W 1919 r. Emil Wedel zmarł. Zakładem kierowała odtąd Eugenia Wedel, żona Emila. W 1923 r., po jej śmierci, kierownictwo w firmie przejął Jan. W 1932 r., kiedy akcjonariuszkami stały się siostry Jana, przedsiębiorstwo zmieniło nazwę na „Fabryka Czekolad E.Wedel, Spółka Akcyjna”. Zarząd składał się z Jana Wedla jako dyrektora i jednoosobowego zarządcy, Eleonory – dyrektorki ds. eksportu, Zofii – wizytatorki sklepów oraz Felicjana Pintowskiego – dyrektora handlowego.
W latach 1927–1931 na zlecenie Jana Wedla zbudowano fabrykę przy ul. Zamoyskiego na Kamionku, gdzie przeniesiono produkcję z ul. Szpitalnej. Dopiero 27 grudnia 1935 zarząd i biura firmowe przeniesiono ze Szpitalnej na Zamoyskiego, a 8 stycznia 1936 fabryka rozpoczęła pracę. Projektantem budynku był inż. Napoleon Czerwiński. Maszyny sprowadzono z Wielkiej Brytanii i Belgii, a pracę ręczną w wielu działach zastąpiono automatami. Przy fabryce powstały również: żłobek (1930), stołówka, łaźnia i gabinety lekarskie dla pracowników, ale też sala teatralno-widowiskowa. Działały m.in. chór mieszany, orkiestra dęta, kółko dramatyczne. Szybko wrastała liczba pracowników: w chwili przejęcia firmy Jan Wedel zatrudniał kilkadziesiąt osób, w 1927 r. było ich 200. Około 1930 r. niemal 70% stanowiły kobiety, choć pierwsze zatrudniono dopiero w 1925. Gazetą zakładową były wydawane od 1936 r. „Wiadomości Wedlowskie”, drukowany na powielaczu dziennik skierowany do osób interesujących się wszelkimi wydarzeniami, jakie mają miejsce we wszystkich dziedzinach życia firmy.
W tym czasie istniało już wiele sklepów firmowych Wedla w Warszawie, m.in. przy ul. Krakowskie Przedmieście 9 – drugi po „Staroświeckim” przy ul. Szpitalnej 8 sklep firmowy za czasów Emila Wedla, ul. Francuska (w zasadzie ul. Berezyńska 26) – sklep firmowy Wedla „Bajeczny”, ul. Wierzbowa 6, ul. Marszałkowska 63, ul. Bielańska 13, ul. Krucza 15, ul. Chłodna 34. Działały sklepy poza stolicą: w Ciechocinku, Rabce, Krynicy Zdroju, Zakopanem, Bydgoszczy, Gdyni, Katowicach, Łodzi (ul. Piotrkowska 67 i 128), Poznaniu, Lwowie, Wilnie, a nawet w Paryżu. Wyroby Wedla były też dostarczane do Japonii. W 1933 r. w Polsce istniało 30 firmowych sklepów Wedla. Obok czekolady, czekoladek i karmelków w fabryce produkowane były biszkopty, pierniki, marmoladki czy „nadmuchiwana” czekolada „Eos”. Połowa lat trzydziestych to okres największej prosperity.
W 1937 r., kiedy Jan Wedel planował odnowić i unowocześnić „staroświecki sklep”, zaprotestowali pisarze i dziennikarze, m.in. „Wiadomości Literackich”. W rezultacie właściciel nie przebudował sklepu. Firma ogłosiła konkurs na wspomnienia związane ze sklepem. W konkursie zwyciężył Jarosław Iwaszkiewicz. W 1938 ukazał się tom opowiadań Staroświecki sklep. Przedmowę napisał Julian Tuwim.
W 1928 r. rozpoczęto zmianę transportu z konnego na samochodowy. Samochody dostarczał szwagier Jana Wedla, Żochowski, przedstawiciel francuskich firm Delage i Delachaise. Podwozia sprowadzono zza granicy, szoferki i karoserie produkowano w Polsce. W 1936 r. spółka zakupiła samochody Renault i polskie Fiaty opatrzone znakiem firmowym E.Wedel, a w 1937 r. rozwijający prędkość 210 km/h i mogący pokonać odległość 600 km bez lądowania i poboru paliwa samolot RWD-13, który otrzymał znaki SP-WDL. Samolot ten służył do celów reklamowych i transportowych, zrzucano z niego słodycze i ulotki nad Warszawą i polskim wybrzeżem, a także transportowano czekoladę do sklepów zagranicznych. Miał być też wykorzystany do eksportu towarów do Ameryki. Przed fabryką znajduje się replika tego samolotu.
W 1926 r. na zlecenie Jana Wedla powstała jedna z najpopularniejszych grafik reklamowych w II RP, będąc jednocześnie kolejnym znakiem firmowym spółki. Przedstawiała ona chłopca na zebrze dźwigającego tabliczki czekolady. Jej autorem był Leonetto Cappiello.
Spółka przywiązywała również dużą wagę do opakowań swoich wyrobów. Stosowano też rozbudowany marketing: do czekolady „Kinowa” dołączano małe fotografie aktorów i aktorek, do czekolad nadziewanych etykiety z rysunkami modeli samolotów, samochodów, statków (seria propozycji podróży, które można było odbyć na „Darze Pomorza”, wydawana w latach 1934–1935) i lokomotyw. Można było je zbierać w oferowanych przez firmę albumach. Opakowania zdobiły również wizerunki z cyklu „Wojsko Polskie”, postaci z bajek, przedstawienia polskich władców i władczyń, panteon zasłużonych Polaków. Czekoladowe „Domino” pozwalało na odegranie partii tej gry, a czekoladowe litery były chwalone przez nauczycieli. Funkcję edukacyjną pełniła też seria opakowań z galerią grafiki, fotografii i druku, prezentująca różne style (Młoda Polska, art déco, kubizm, chłopomania, fotomontaż itp.). Na opakowaniach wyrobów wedlowskich reprodukowano m.in. przedstawienia tańców polskich Z. Stryjeńskiej, motywy kwiatowe, hafty ludowe, fragmenty krajobrazu Warszawy, przedstawienia ziaren kakaowca, egzotycznych ptaków oraz głowy mieszkańców Afryki. Nie mniej dużą uwagę przykładano do jakości produktów, np. mleka czy alkoholi do nadziewania czekoladek. Nie używano syntetycznych dodatków.
Jan Wedel był znany z nowatorskich pomysłów, jak np. ustawienie przy bramie wejściowej do parku Skaryszewskiego pierwszych w Warszawie automatów ze słodyczami. Wedlowie od początku XX wieku, przykładając dużą wagę do marketingu, ogłaszali konkursy na najlepszy plakat promujący firmę. Wiele z nich znajduje się w zbiorach wilanowskiego Muzeum Plakatu.
Do Jana Wedla należały też kamienica przy ul. Puławskiej 28 (sklep firmowy na parterze) oraz przy ul. Foksal 13, w której znajdowała się nowoczesna winda sunąca w przeszklonym szybie. Prawdziwa prababka współczesnych wind panoramicznych, a także ośrodek wypoczynkowy dla pracowników w Świdrze przy ul. Kołłątaja. Przy fabryce przy ul. Zamoyskiego Wedel wybudował dom mieszkalny dla pracowników. Tu mieściła się m.in. siedziba Robotniczego Klubu Sportowego „Rywal”. Działały sekcje sportowe, m.in. kolarska, wioślarska, zapaśnicza, bokserska oraz lekkoatletyczna.
Wedlowie byli też znani ze swego zaangażowania społecznego i pomocy potrzebującym, nie tylko swoim pracownikom, ale i społeczności lokalnej (pomnik Paderewskiego w parku Ujazdowskim). Wiele czasu poświęcali cechowi cukierników, Towarzystwu Higienicznemu oraz kościołowi ewangelicko-augsburskiemu (na cmentarzu w Warszawie przy ul. Młynarskiej 54/56/68 spoczywa cała rodzina Wedlów) i innym organizacjom.
W 1928 r. na krótko w fabryce wybuchł strajk spowodowany wielkim kryzysem, zażegnany przez Jana Wedla, który zgodził się na podwyżki dla pracowników. Kolejny wybuchł w 1930 r., ale wówczas właściciel nie ustąpił. Po bojkocie wyrobów wedlowskich, ogłoszonym przez przedstawicieli strajkujących Wedel porozumiał się ze związkowcami. Do 1939 r. w fabryce funkcjonował Związek Spożywców.
W 1936 r. Jan Wedel, zainspirowany podróżą po Francji, rozpoczął produkcję mlecznych pianek oblanych czekoladą, znanych jako ptasie mleczko.
W 1938 r. spółka zatrudniała 1300 osób. W 1939 r. łącznie w fabryce, sklepach i składach hurtowych pracowało 1350 osób (inne źródła mówią o tym, że w lipcu 1939 było to 1104 pracowników).
Jan Wedel był bezdzietny. Do przejęcia spółki przygotował siostrzeńców: Franciszka i Karola Whiteheadów. Franciszek od marca 1939 walczył w Wojsku Polskim, w kampanii wrześniowej stracił nogę, a po wojnie został na Zachodzie. Karol w czasie okupacji niemieckiej został mianowany zastępcą Wedla jako dyrektor ds. administracyjnych. Funkcję pełnił do wybuchu powstania warszawskiego.

### II wojna światowa
W czasie obrony Warszawy, w pierwszych dniach września 1939 na fabrykę przy ul. Zamoyskiego spadły bomby, ale nie poczyniły większych szkód. Uszkodzone zostały m.in. magazyn przy ul. Wierzbowej oraz sklep na rogu ulic Pięknej i Marszałkowskiej. 11 września, po prawie całkowitym zniszczeniu przez Niemców kabli ułożonych na mostach i przerwaniu dostaw elektryczności do prawobrzeżnej Warszawy, na prośbę dyrekcji Elektrowni Warszawskiej zarząd spółki uruchomił fabryczny generator o mocy 600 kW, z którego zaczęto zasilać budynek centrali telefonicznej przy ulicy Brzeskiej i niektóre obiekty wojskowe na Pradze.
Po kapitulacji miasta, kontynuację produkcji umożliwiały zapasy m.in. ziarna kakaowca, zgromadzone przed wojną. Zapasy te zasiliły wszystkie dopuszczone do produkcji fabryki czekolady w Generalnym Gubernatorstwie. W latach 1940–1944 warszawska fabryka pracowała także dla potrzeb okupanta niemieckiego. Pracownicy otrzymywali od właściciela deputaty żywnościowe. Jan Wedel wspomagał także rodziny wysyłające paczki do bliskich w oflagach.
W 1941 r. zarząd fabryki wydał polecenia ograniczenia zatrudnionych w fabryce do minimum. Działało przyzakładowe przedszkole. W 1943 r. Jan Wedel zaangażował nauczycieli, by prowadzili zajęcia dla dzieci pracowników, które ukończyły 6 i 7 lat. Nie mogli jednak wystawiać świadectw ukończenia kolejnych klas na poziomie szkoły powszechnej.
W 1942 r. w Warszawie czynnych było 9 sklepów Wedla. W latach 1942–1944 w fabryce pracowało niemal 900 osób.
Na początku powstania warszawskiego przy ul. Szpitalnej zlokalizowana była jedna z ważniejszych w Śródmieściu barykad. W kamienicy Wedlów powstał punkt opatrunkowy i stołówka, w której pracowały siostra J. Wedla, Zofia Żochowska, i jego 18-letnia siostrzenica. W domu Wedlów stacjonowali fotoreporterzy z Biura Informacji i Propagandy AK. W pustym sklepie bawiły się okoliczne dzieci. W wyniku ostrzału zawalił się północny fragment kamienicy, a 6 września 1944 w trakcie bombardowania zginęły tu Zofia i Krystyna Żochowskie.
Okupanci niemieccy na krótko przed wycofaniem się, które nastąpiło 11 września 1944, po tym, jak zrabowali narzędzia, maszyny i surowce, próbowali wysadzić w powietrze fabrykę przy ul. Zamoyskiego. Zdążyli zniszczyć kotłownię, piwnice, magazyn i część pięter.

### Okres powojenny
Już w październiku 1944 do zakładu zaczęli samorzutnie wracać pracownicy. Musieli sobie poradzić z szabrownikami i odbudować zniszczoną fabrykę. Jan Wedel wrócił do zakładu w 1945 r. jako doradca ds. organizacyjnych. Został zmuszony do rezygnacji z pracy. Rodzina Wedlów musiała też opuścić mieszkanie przy Zamoyskiego 26, gdyż ich willę w Konstancinie już wcześniej upaństwowiono. Firmę przyłączono do Fabryki Cukrów i Czekolady „Franboli” znajdującej się przy ul. Śnieżnej.
Już 10 listopada 1944 zakład na Kamionku opuściła pierwsza partia słodyczy – 80 kg paczka karmelków nadziewanych z ręcznie napędzanej maszyny Manag, którą wysłano do Lublina do dyspozycji PKWN. W sierpniu 1945 fabryka zatrudniała 470 osób. W listopadzie 1945 na budynku fabryki uruchomiono pierwszy w powojennej Warszawie neon.
Po II wojnie światowej w 1949 r. nastąpiła nacjonalizacja przedsiębiorstwa, któremu w 1951 r. nadano nazwę symbolizującą rocznicę Manifestu Lipcowego.
Zakłady Przemysłu Cukierniczego 22 Lipca w Warszawie składały się w okresie PRL z 4 fabryk:
- Zakład 22 Lipca, dawniej E.Wedel
- Zakład Syrena, dawniej przedsiębiorstwo Franciszek Fuchs i Synowie (połączenie w 1960)[49][53].
- Zakład Milanówek, dawniej F. Pomorski
- zakład produkcji pieczywa Płońsk

W 1957 r. Jan Wedel zaskarżył wykorzystanie firmy (i nazwiska ojca) przez upaństwowiony zakład, co było spowodowane przyzwyczajeniem konsumentów do starej nazwy i rozpoznawalnością marki. Wedel wygrał proces w Trybunale Handlowym w Hadze i uzyskał odszkodowanie. Niemniej w całym okresie PRL na opakowaniach wyrobów nadal pojawiał się charakterystyczny napis E.Wedel z zaznaczeniem, iż jest to dawna nazwa przedsiębiorstwa.
Fabryka specjalizowała się w produkcji czekolad, czekoladek, cukierków, chałwy, sezamków, herbatników, wafli, tortów pralinowych oraz wielu innych wyrobów cukierniczych poszukiwanych w kraju i eksportowanych do 30 państw Europy, Ameryki, Afryki, Australii i na Bliski Wschód. Kontynuowano tradycję starannie dobranych opakowań. Produkowano czekoladki w różnych kształtach, m.in. ręcznie formowane figurki.
Przy zakładach funkcjonowały Technikum Cukiernicze i Zasadnicza Szkoła Zawodowa. Od 1952 r. wydawano gazetę zakładową „Sygnały”. Po przerwie powrócono do pomysłu w 1967 r. (po krótkim epizodzie z „Echami Cukierniczymi”). „Sygnały” skupiały się jednak na sprawach, które nie dotyczyły bezpośrednio zakładu, jak np. historia PPR.
W marcu 1960 zmarł Jan Wedel.
Za okres rozwoju przedsiębiorstwa uważane są lata siedemdziesiąte XX wieku. Sprowadzono nowe maszyny z RFN i Włoch, wystawiono nowe budynki fabryczne, oddano do użytku budynek Centralnych Warsztatów Mechanicznych, poza tym wybudowano nową fabrykę pieczywa cukierniczego w Płońsku, wyposażoną w najnowocześniejsze wówczas w Europie maszyny sprowadzone z RFN. Dynamiczny rozwój przedsiębiorstwa zahamował kryzys, który pojawił się na początku lat osiemdziesiątych XX wieku. By przetrwać, wprowadzono czasową produkcję wyrobów czekoladopodobnych, z których zrezygnowano w momencie wyjścia z kryzysu, by nie psuły dotychczasowej wysokiej jakości produktów i marki.
W fabryce działał Związek Zawodowy Pracowników Przemysłu Spożywczego, który przekształcił się w Związek Zawodowy Pracowników Przemysłu Spożywczego i Cukierniczego. W 1980 r. powstał Niezależny Samorządny Związek Zawodowy „Solidarność”. W 1981 r. Związek Zawodowy Pracowników Przemysłu Spożywczego i Cukierniczego przekształcił się w Niezależny Samorządny Związek Zawodowy Pracowników Przemysłu Spożywczego i Cukierniczego. W 1982 r., po przerwie w działalności spowodowanej wprowadzeniem stanu wojennego, powołano Niezależny Samorządny Związek Zawodowy Pracowników ZPC im. 22 Lipca. Po obradach Okrągłego Stołu w 1989 r. reaktywowano NSZZ „Solidarność”.
W 1989 r. powrócono do tej nazwy i przystąpiono do procesu prywatyzacji spółki.

### Po 1989 r.
W 1993 r. zmarł Karol Whitehead, siostrzeniec Jana Wedla, jeden z ostatnich dyrektorów firmy przed nacjonalizacją po II wojnie światowej.
W 1996 r. firma była sponsorem igrzysk olimpijskich w Atlancie.
W 1997 r. PepsiCo postanowiło wycofać akcje E.Wedel SA z warszawskiej giełdy. Spółka akcyjna przekształciła się w holding czterech spółek z ograniczoną odpowiedzialnością – Syrena (cukierki), Jedyna (czekolady), Delicja (ciastka) i Frito Lay Poland (słone przekąski).
W 1999 r. doszło do sprzedaży trzech spółek. Syrenę PepsiCo sprzedało fińskiemu Leaf, Jedyną – Cadbury, a Delicję wraz z fabryką ciastek w Płońsku, produkującą Delicje Szampańskie, Pieguski i Pierniczki Alpejskie, sprzedano francuskiemu koncernowi Danone. PepsiCo zatrzymało sobie tylko nową fabrykę chipsów Frito-Lay w Grodzisku Mazowieckim. Prawa do marki E.Wedel otrzymała brytyjska spółka Cadbury, a przedsiębiorstwo zaczęło działać pod nazwą Cadbury Wedel Sp. z o.o. Tradycyjny charakter obu przedsiębiorstw podkreślały podpisy właścicieli. Danone zdecydował się płacić Cadbury opłaty licencyjne za dalsze korzystanie ze znaku towarowego E.Wedel na swoich wyrobach (po sprzedaniu przez Danone części ciastkarskiej firmie Kraft Foods w 2011 r. logo zniknęło z Delicji i pozostałych produktów).
Od 2000 r. wydawany jest zakładowy miesięcznik „Czekoladomości”.
W styczniu 2010 spółka Cadbury Wedel została kupiona przez amerykański koncern spożywczy Kraft Foods. Komisja Europejska, nie chcąc dopuścić do zmonopolizowania przez Krafta rynku czekolad w Polsce (a także w Rumunii), nakazała sprzedaż Wedla (logo, sklepów, sieci pijalni czekolady i fabryki w Warszawie). Przetarg trwał do końca czerwca 2010 – nowym właścicielem został japońsko-koreański koncern Lotte Group. Ceny nie ujawniono, lecz szacunki wskazują na kwotę ok. 1 mld zł.
Od 2004 r. zaczęły powstawać Pijalnie Czekolady Wedel. W 2025 było ich 34 w całym kraju.
29 marca 2011 E.Wedel został pierwszym narodowym sponsorem Mistrzostw UEFA Euro 2012.
Po 31 marca 2011 fabryka miała otrzymać maszyny oraz kontynuować produkcję dawnych produktów Cadbury z zamykanej wbrew wcześniejszym zapowiedziom, po przejęciu przez Kraft Foods fabryki Somersdal w Keynsham (Wielka Brytania).

### Kontrowersje wokół prywatyzacji
W 1991 r. przedsiębiorstwo zostało przejęte przez PepsiCo. Później okazało się, że inwestorowi strategicznemu nie zależy na całym przedsiębiorstwie, a jedynie na jej części produkującej słone przekąski. Pod koniec 1991 r. akcje E.Wedel S.A. wprowadzono na Giełdę Papierów Wartościowych w Warszawie. Pierwsze notowanie spółki (z ceną 18 zł) odbyło się 26 listopada 1991.
Giełdowy prospekt emisyjny z 1991 r. wspominał o roszczeniach spadkobierców i dla nich m.in. zarezerwowano 5 proc. akcji (choć sama fabryka przed nacjonalizacją była prawdopodobnie w całości własnością Jana Wedla). Sami spadkobiercy wystąpili do sądu o uznanie prawa do marki „E.Wedel”, a sąd uznał, że dawne zakłady 22 lipca bezprawnie wykorzystywały nazwę. Natomiast zakład i PepsiCo (wówczas główny kupiec, który za 40 proc. akcji Wedla zapłacił 25 mln dolarów i wycofał spółkę później z giełdy) wystąpili do ministra sprawiedliwości o rewizję nadzwyczajną tego wyroku. Sąd Najwyższy unieważnił wyrok i spółka posługiwała się sporną nazwą bez pytania spadkobierców o zgodę.
Samo wycofanie spółki z giełdy było przedmiotem śledztwa, lecz nie przedstawiono zarzutów z racji braku bezspornej możliwości potwierdzenia winy. Koncern PepsiCo, posiadający wtedy 70% udziału w kapitale, ogłosił wezwanie do sprzedaży akcji Wedla, oferując 200 zł (przy ogólnej dekoniunkturze rynkowej i kursie 160 zł) za akcję. Natomiast informacja z 21 (piątek) listopada 1997 została podana do publicznej wiadomości dopiero 24 (poniedziałek), gdy kurs akcji wcześniej zwyżkował już do 188 zł.
Cadbury, który chciał przejąć część dawnej spółki (po niepowodzeniach z próbą wprowadzenia własnych marek) i co w rezultacie umowy z PepsiCo uczynił (w 1998 r., za samą fabrykę czekolady na Pradze, przy której pozostała nazwa E.Wedel, zapłacono 76,5 mln dolarów) podjął negocjacje ze spadkobiercami. Ci tymczasem zdołali reaktywować przedwojenną spółkę E.Wedel, gdyż nikt nie wykreślił jej z rejestru handlowego (prawdopodobnie z powodu początkowej całkowitej zmiany nazwy w okresie PRL). Ostatecznie Cadbury zawarł ugodę z dziesięcioma spadkobiercami Jana Józefa Wedla oraz samą przedwojenną spółką E.Wedel, według nieoficjalnych danych spłacając ich roszczenia kwotą 5 mln dolarów.

### Współcześnie

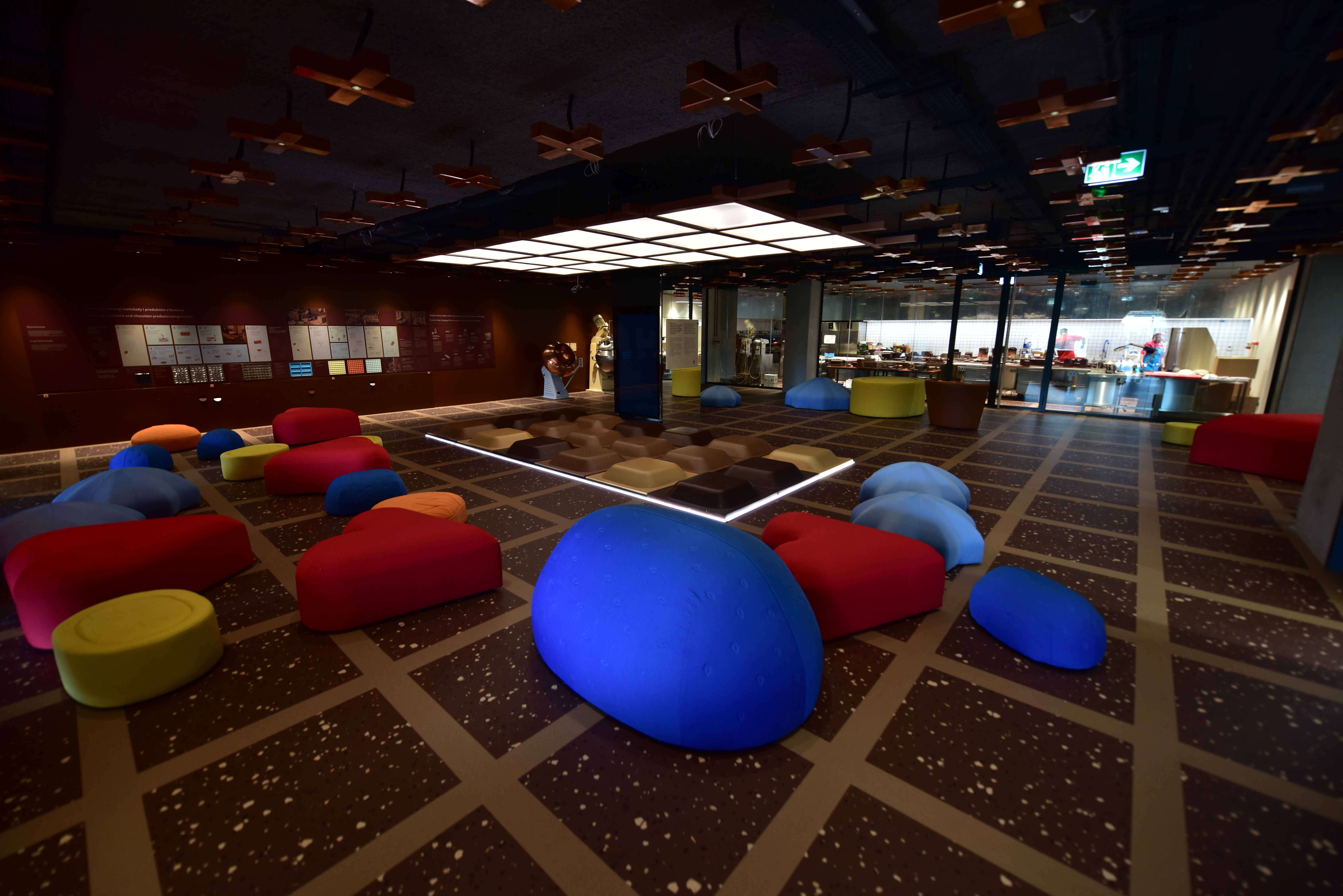
Jedna z sal muzeum Fabryka Czekolady E.Wedel

30 września 2011 spółka przyjęła nazwę Lotte Wedel Sp. z o.o. (stylizowane na LOTTE Wedel Sp. z o.o.). Koreańska Grupa Lotte to międzynarodowy koncern założony w 1948 r., współcześnie działający w sektorach: spożywczym, słodyczy, turystyki, chemicznym, budowlanym i finansowym.
W 2014 r. notowano, że wedlowskie produkty można było znaleźć w ponad 60 państwach świata, m.in. w Stanach Zjednoczonych i Kanadzie, Wielkiej Brytanii, Australii, Nowej Zelandii, Rosji, Irlandii, Niemczech, Holandii, Bośni, Grecji, Kosowie, Zjednoczonych Emiratach Arabskich, Katarze, Meksyku oraz na Ukrainie. Firma prezentuje produkty na międzynarodowych targach spożywczych m.in. w Kolonii, Dubaju, Barcelonie i Singapurze.
W 2020 r. uruchomiono sklep internetowy Pijalni Czekolady Wedel.
Lotte Wedel Sp. z o.o. to jedna z firm najchętniej wybieranych przez konsumentów słodyczy (zwłaszcza czekolad) w Polsce. W listopadzie 2018 szacowano, że w ciągu roku produkcja czekolady oraz wyrobów czekoladowych wzrosła do 41,5 tys. ton (czyli o 4,1%). Firma podaje, że co minutę w fabryce powstaje 4 tys. pianek ptasie mleczko i ok. 500 tabliczek czekolady. W ciągu 8 godzin ręcznie dekorowanych jest 400 Torcików Wedlowskich, natomiast największy zbiornik wykorzystywany do produkcji czekolady może pomieścić surowiec na 90 tys. tabliczek czekolady.
4 września 2024 spółka otworzyła w swojej siedzibie muzeum Fabryka Czekolady E.Wedel.

## Produkty

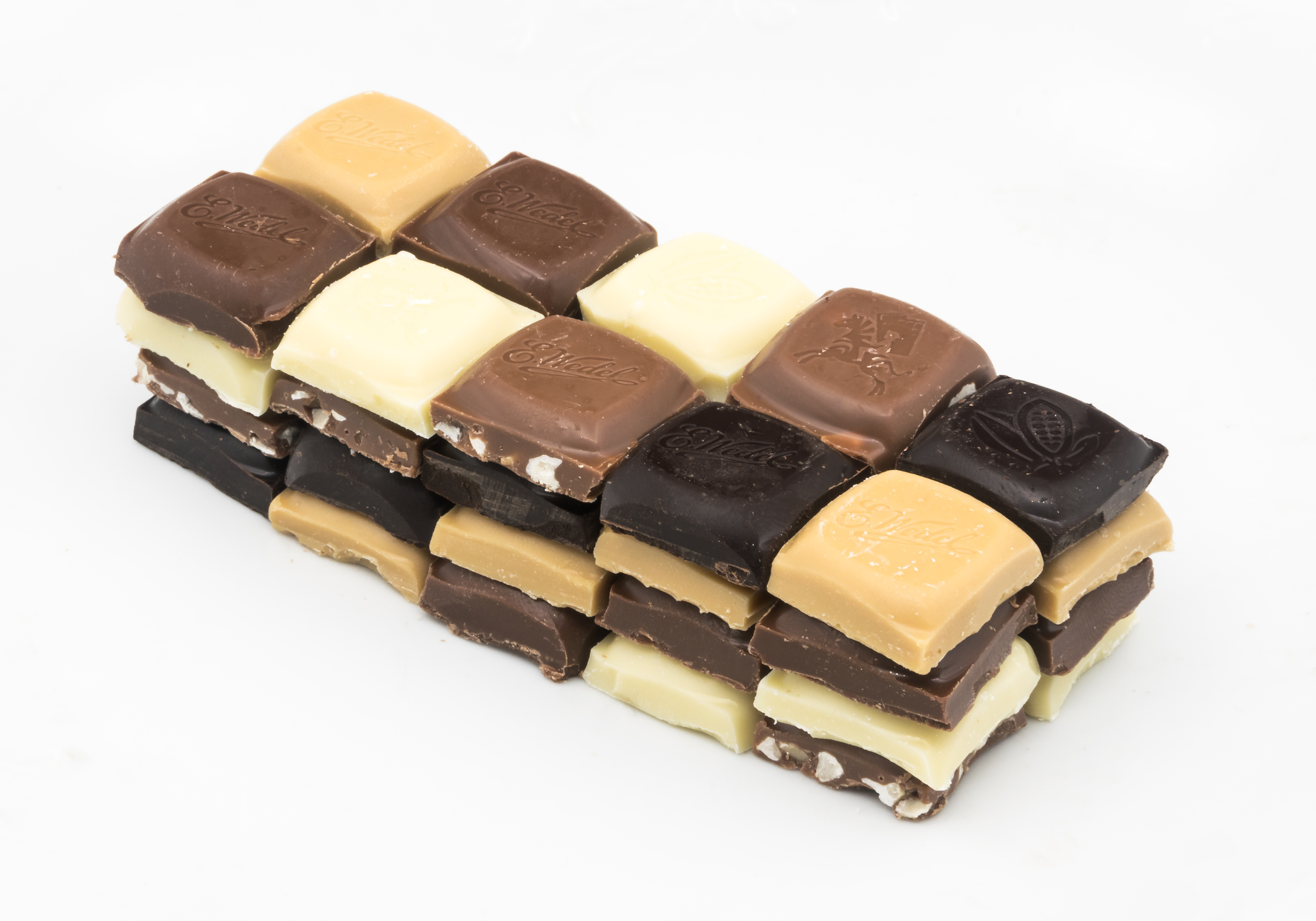
Kostki czekolady E.Wedel

Spółka oferuje m.in. ptasie mleczko, czekolady, cukierki (m.in. Mieszankę Wedlowską), torty waflowe (Torcik Wedlowski), wafle, praliny, lody, batony i sezamki.

## Wybrane nagrody i wyróżnienia
- 1865: pochwała publiczna na wystawie w Moskwie[3]
- 1878: brązowy medal za czekolady i kakao na wystawie światowej w Paryżu[3]
- 1900: medal za kakao owsiane na wystawie w Krakowie[3]
- 1929: złoty medal Grand Prix za jakość wyrobów przyznany na Powszechnej Wystawie Krajowej w Poznaniu[77]
- 1939: na międzynarodowych targach w Nowym Jorku zaprezentowano wyroby E.Wedel na stanowisku firmowym[17]
- 1970: Torcik Wedlowski uzyskał złoty medal na olimpiadzie jakości z okazji Konferencji Przemysłów Cukierniczych Krajów Socjalistycznych[55]
- lista nagród przyznanych po 2001

## Inne informacje
W 2017 roku na dachu budynku spółki urządzono pasiekę, a w 2020 roku na elewacji zawieszono 35 skrzynek lęgowych dla jerzyków i pustułek.